# Брябрин, Виктор Михайлович
Виктор Михайлович Брябрин (род. 1937) — советский учёный, один из пионеров интерактивных систем программирования.

## Ранние работы
Начал работать в ВЦ РАН (тогда — Вычислительный центр Академии наук СССР) в 1968 году, после аспирантуры и защиты кандидатской диссертации в ИТМ и ВТ. Он продолжал здесь работать до 1988 года, после чего был приглашён на работу в МАГАТЭ в Вене, а затем переехал в США.
Его первая работа по задаче, поставленной чл.-корр. РАН  С. С. Лавровым, состояла в создании системы, которая позволяла бы существенно облегчить и ускорить процесс разработки и отладки программ на БЭСМ-6.
В то время программисты писали тексты программ на специальных бумажных бланках, с которых перфораторный отдел выполнял пробивку перфокарт. Перфокарты затем отдавались программистам, они их относили в машинный зал, где дежурный оператор производил запуск программы. Иногда системным программистам разрешалось самим запускать свои программы. Для исправления ошибок нужно было заново переписывать на бланках фрагменты программ, отдавать их на пробивку новых перфокарт и снова запускать весь пакет. Многие программисты занимались тем, что на готовых перфокартах заклеивали одни дырочки и прорезали бритвой другие, чтобы получить нужный код.
В. М. Брябрин сначала разработал систему запуска и отладки программ с выносных терминалов типа телетайп, которые размещались прямо под рукой — в комнате программиста. Эта система мгновенно обрела популярность во всех отделах ВЦ АН, сотрудники в комнатах записывались в очередь к своему терминалу.
После появления дисплейных терминалов «Видеотон» Брябрин написал первый текстовый редактор для составления и отладки программ с клавиатуры этого терминала, записи/чтения текстов программ в архив на дисках или магнитных лентах, запуска их на вычисление и вывода результатов работы на экран.

## Создание диалоговой системы
В 1976 г. была образована группа под руководством В. М. Брябрина, которая стала развивать эту систему. В эту группу сначала входили В.И. Сафонов и В.М. Юфа, затем к работе подключились В.И. Филиппов, С. И. Пирин, В.А. Серебряков, М.И. Селюн, В.Л. Сметанин, Г.И. Еселев.
Кроме редактирования и отладки программ, система позволяла запускать трансляторы с разных языков:
- Ассемблера,
- Алгола,
- Фортрана,
- Паскаля,
- Лиспа.

Окончательный вариант системы получил название ПУЛЬТ-78. Эта система долгое время являлась главным средством разработки, редактирования, отладки и запуска программ для БЭСМ-6. Вскоре её начали использовать в большинстве организаций, применявших БЭСМ-6. Позднее на основе системы ПУЛЬТ-78 была реализована новая многотерминальная версия — система СЕРВИС, которая дополнительно позволяла работать с базой данных.

## Создание системы Дилос
В 1980 году под руководством В. М. Брябрина был образован Сектор обработки символьной информации. Основным направлением работ стали исследования в области:
- искусственного интеллекта, включая проблемы взаимодействия с ЭВМ на естественном языке,
- реализации семантических сетей,
- построения объектно-ориентированных систем.

В качестве практической реализации новых идей была создана система ДИЛОС, позволявшая строить семантические сети и на их основе осуществлять взаимодействие с ЭВМ на естественном языке. В разработке системы участвовали сотрудники и аспиранты отдела, вместе с аспирантами и студентами кафедры алгоритмических языков факультета ВМК МГУ. Результаты этих работ были многократно представлены на Международных конференциях по искусственному интеллекту (IJCAI), а также в Международном институте прикладного системного анализа (IIASA) в Австрии.

## Работа над программным обеспечением персональных компьютеров
В 1981 году, когда в стране появились первые персональные компьютеры, Вычислительному центру было поручено освоить этот новый тип ЭВМ и разработать для них новое программное обеспечение, которое могло бы конкурировать с программами для традиционных больших и средних ЭВМ. С этого момента началась эра персональных компьютеров в нашей стране.
Сектор обработки символьной информации был преобразован в Лабораторию программного обеспечения персональных компьютеров. Коллектив лаборатории был первым в стране по созданию программного обеспечения для персональных компьютеров. Были разработаны:
- первые текстовые и графические редакторы (А.Б. Борковский, Б. Сираджов, С.А. Егоров),
- созданы системные утилиты для русификации программ (А. А. Чижов),
- разработан многооконный интерфейс (Г. Г. Гнездилова),
- база данных (В. В. Пономарёв) и
- другие системные и прикладные программы.

Первые программные разработки для ПК выполнялись на языке Бейсик — тогда единственно доступном языке программирования, но скоро произошёл переход на Паскаль, а затем — на С и C++. Для работы с машинным кодом использовался язык ассемблера.
Книга В. М. Брябрина «Программное обеспечение персональных ЭВМ», изданная тремя многотысячными тиражами, мгновенно раскупалась и использовалась не только в качестве профессионального руководства, но и как учебное пособие во многих технических вузах. В этот же период сотрудники лаборатории Г. В. Сенин, А. Б. Борковский, О. А. Гончаров, Г. Г. Гнездилова также написали книги по различным аспектам программирования на персональных компьютерах. Эти книги неизменно раскупались и пользовались огромной популярностью.

## Проект ВНТК СТАРТ
В 1985 году по инициативе ГКНТ и Президиума АН СССР в стране были инициированы работы по созданию вычислительных систем 5-го поколения. Это произошло в ответ на интенсивное развёртывание и финансирование таких работ в США, Японии и Западной Европе. На основе трёх академических институтов — ВЦ СОАН, ВЦ АН СССР и ИК Эстонии — был образован временный научно-технический коллектив — ВНТК СТАРТ. Лаборатория ПО ПК стала одной из составляющих этого коллектива. В рамках СТАРТа в лаборатории был начат новый уникальный проект по созданию системы СПЕКТР.
СПЕКТР был разработан как интегрированная объектно-ориентированная система на основе нескольких базовых компонентов:
- текстового и графического процессоров,
- базы данных,
- процессора семантических отношений,
- многооконного графического интерфейса,
- интерпретируемого скрипт-языка.

На основе этих компонентов строились прикладные системы самого разного назначения. Реализации подобных систем, тем более на персональных компьютерах, в то время не существовало. Разработка системы СПЕКТР стала одним из первых серьёзнейших проектов по созданию прикладных систем на ПК, учитывая, что в тот период многие члены программистского сообщества относились пока ещё с большим скептицизмом к возможностям этих машин.
С позиций сегодняшнего дня многие идеи, программные методы и технологии, применённые при создании СПЕКТРа, являются стандартными, самими собой разумеющимися. Но в 80-е годы всё это ещё только витало в воздухе и в умах разработчиков. Реализации подобных систем, тем более на персональных компьютерах, не существовало. Во времена СТАРТа всё это придумывалось и тут же реализовывалось со всей изобретательностью, искусством, изяществом и энтузиазмом благодаря таланту и профессионализму сотрудников и аспирантов — участников проекта. К концу 90-х большинство бывших сотрудников Лаборатории программного обеспечения ПК, участвовавших в проекте СПЕКТР, разошлось в разные стороны и страны.

## Основные работы
- Брябрин В. М. Программное обеспечение персональных ЭВМ. — 3-е изд., стер. — М.: Наука. Гл.ред.физ.-мат. лит., 1990.
- Брябрин В. М., Еселев Г. И., Пирин С. И., Сафонов В. М., Селюн М. И., Серебряков В. А., Сметанин В. Л., Филиппов В. И., Юфа В. М. Система ПУЛЬТ-78 (руководство к пользованию). — М.: ВЦ АН СССР, 1978. — 100 с.
- Абрамов В. Г., Брябрин В. М., Пховелишвили М. Г., Сенин Г. В., Элигулашвили А. А. ДИЛОС-77: организация и обслуживание системы. — М.: ВЦ АН СССР, 1978.
- Брябрин В. М., Сенин Г. В. ДИЛОС — Диалоговая информационно-логическая система. // Сб. «Семиотика и информатика», вып. 9. — М.: ВИНИТИ, 1977.
- Абрамов В. Г., Брябрин В. М., Пховелишвили М. Г., Сенин Г. В., Элигулашвили А. А. ДИЛОС — диалоговая система для взаимодействия с ЭВМ на естественном языке. — М.: ВЦ АН СССР, 1979.
- Briabrin V. M. New Generation of Computer Systems. // Proceedings of the Institute of Electronics and Radio-Electronic Enginieers (IEEE). Vol. 72, N 3, Science Publishing House Moscow, 1984.
- Briabrin V. M. Principles of Adaptive Dialogue. // Proceedings of International Conference on Applied Linguistics. — Karlov University. Prague, 1982.
- Briabrin V. M. Dialogue Information Logical System DILOS. // Machine Intelligence. — Vol. 9. — Edinburgh, 1980.
- Briabrin V. M. Database Access using a Natural Language. Proceedings of the International Institute on Applied Systems Analysis (IIASA). — Vienna, 1977.
- Slash IT Costs with Smarter Resource Management — Unicenter TNG Advisor, 1999.
- Context Space Object Model (AI technology), US Patent, 2001.

### Диссертации
- Брябрин, Виктор Михайлович. Организация и использование ассоциативного запоминающего устройства в составе цифровой вычислительной машины : дис. ... канд. техн. наук : 05.00.00. - Москва, 1966. - 169 с.[2]
- Брябрин, Виктор Михайлович. Разработка программного обеспечения функционально-ориентированных прикладных систем на персональных ЭВМ : автореф. дис. ... докт. техн. наук : 05.13.11 / Ин-т ТМиВТ им. С. А. Лебедева. АН СССР. - Москва, 1990. - 46 с.

Всего В. М. Брябрин написал более 80 статей и книг, опубликованных в отечественных и зарубежных изданиях.